# سام براونبک
سام براونبک (به انگلیسی: Sam Brownback) فرماندار کنونی ایالت کانزاس از حزب جمهوری‌خواه ایالات متحده آمریکا است که در تاریخ ۱۰ ژانویه ۲۰۱۱ میلادی به عنوان فرماندار انتخاب شد و تا سال 2015 در این سمت باقی خواهد ماند.